# 界磁
界磁（かいじ、英: field system）は、整流子機や同期機を電動機または発電機として使用するときに磁界を発生させる固定子または回転子である。
永久磁石や電磁石が使用される。

## 電磁石界磁
一般的に電磁石の場合直流電流で励磁されるが、電動機として使用する場合は交流電流で励磁されることもある。
直巻整流子電動機の場合、トルクが電流の2乗に比例して増大し、負荷に応じた電流を流すことにより回転数を制御しやすい。これを直巻特性という。
また、電流を切って慣性で回転する場合に、界磁の磁力による抵抗が無くなるという利点があるので、電気車（電車・電気機関車の総称）の電動機として長年使用されてきた。
分巻整流子電動機の場合は回転数によらずトルクが一定に近くなり起重機などに適する。
同期電動機の場合、電流を変化させて力率調整に利用できる。

## 永久磁石界磁
界磁巻線がないためその電気抵抗による損失がなく効率がよい。界磁の磁界が一定であるため、分巻特性を示し、回転数の制御が不自由である。
逆に回転数を一定に保ちやすいのでクレーン用の電動機などには適する。
また、電流を切って慣性で回転する場合に、（特に小さいものの場合）磁力線を切る形でコッギング抵抗となる。